# تاریکو هایتس (ویرجینیای غربی)
تاریکو هایتس (به انگلیسی: Tarico Heights) یک منطقهٔ مسکونی در ایالات متحده آمریکا است که در شهرستان برکلی، ویرجینیای غربی واقع شده‌است.